# تربية جنسية

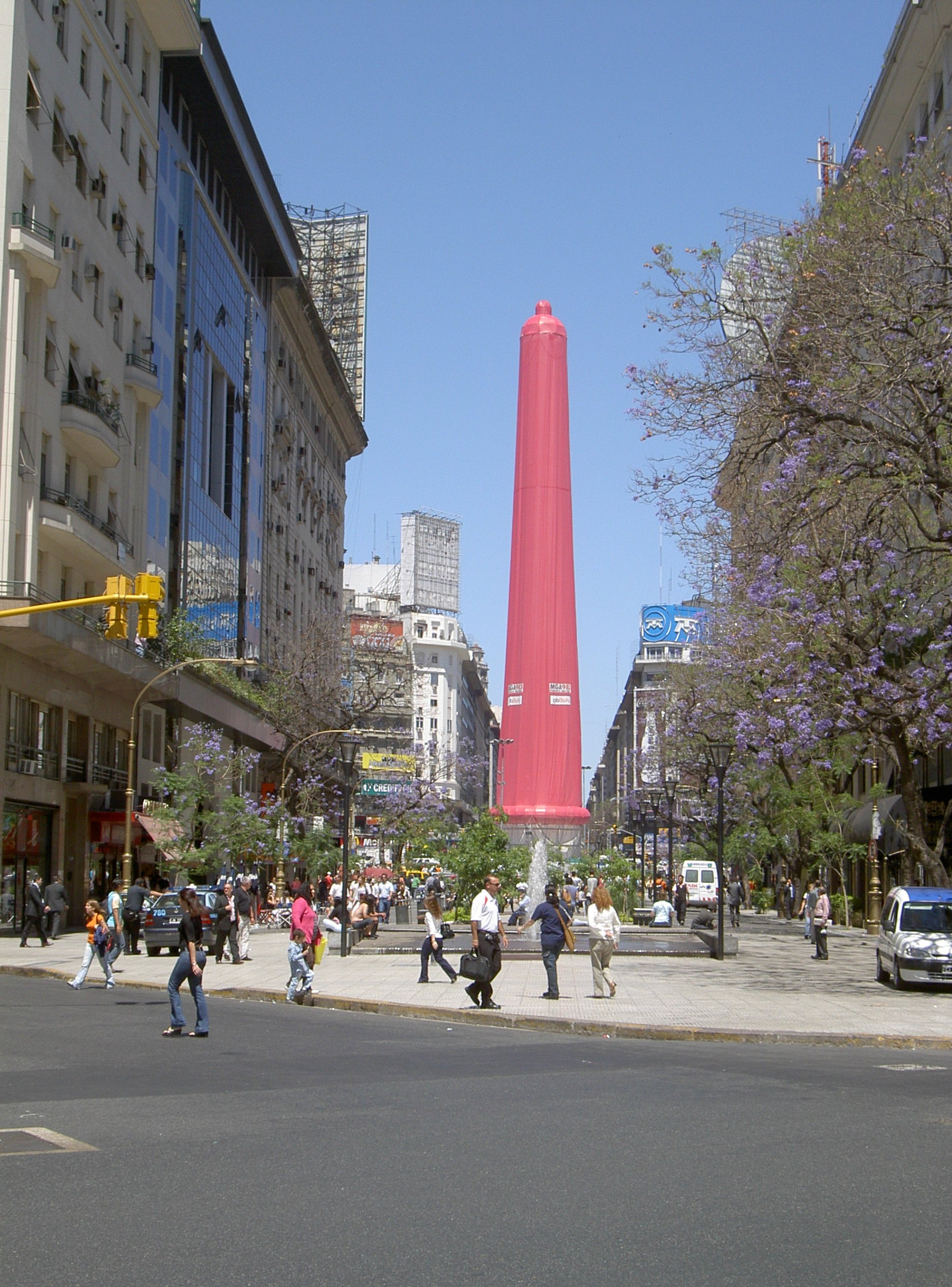
واق ذكري بطول 67 مترا وضع على مسلة بيونس آيرس، الأرجنتين كجزء من حملة التوعية في اليوم العالمي للإيدز عام 2005

التربية الجنسية هي مفهوم واسع يشمل تعليم وتربية التشريح الجنسي، التكاثر الجنسي، الجماع، الصحة الجنسية، العلاقات العاطفية، مسؤوليات وحقوق التناسل، تحديد النسل، وجوانب أخرى لسلوكيات البشر الجنسية.
ويتم تعلم التربية الجنسية عن طريق الوالدين، والبرامج الدراسية بالمدارس وبرامج التوعية الصحية.

## لمحة شاملة
يمكن وصف التربية الجنسية بالتربية الجنسانية لتشمل جميع النواحي الجنسية مثل تنظيم الأسرة، التناسل (الإخصاب، الحمل، تطور الجنين وحتى الولادة) بالإضافة إلى كل نواحي الجنس الشخصية والتي تشمل: النظرة الجسدية، التوجه الجنسي، النشوة الجنسية، القيم، أخذ القرارات، التواصل، التواعد، العلاقات، الأمراض الجنسية وطرق تفاديها ووسائل تحديد النسل.

### التعلم الغير رسمي
ويمكن تعلم التربية الجنسية بشكل غير رسمي، كأن يقوم أحدهم بتلقي المعلومات عبر محادثات مع الوالدين، الصديق، رجل الدين، أو عن طريق وسائل الإعلام. كما يمكن تلقيها من متبعي التعلم الذاتي التي تبحث في ممارسة الجنس أو من تعليقات صحفية أو عبر مواقع الإنترنت للتوعية الجنسية.
أما في العالم العربي، فمعظم التربية الجنسية تأتي عبر الدين إن كان عن طريق فتاوي المشايخ أو النصائح التي تعطى للشاب أو الشابات عند زواجهم. وبخلاف بلدان العالم الأول، فإن الجنس من دون زواج ممنوع في معظم البلاد العربية وقد يؤدي إلى عقوبات قاسية إمّا عن طريق القضاء في البلدان الّثّيوقراطيّة، أو عن طريق عنف مجتمعي منضّم تجاه «الجناة» ويتمثل بممارسات مثل جرائم الشرف. وهناك محاولات للمصالحة بينه و بين الفقه الإسلامي في عدّة أقطار ذات أغلبيّة مسلمة عن طريق قواعد محددة مثل زواج المتعة أو زواج المسيار إلا أن هذه الفتاوي تثير جدلا في المجتمع. كما أنّه في العديد من هذه البلدان يوجد تحرّك ملحوظ للمجتمع المدني لتقنين هذه الممارسات وإلغائها، وفصل الدين عن الحياة الشخصية للأفراد وذلك بغض النّظر عن رأي الفقه فيها.

### التعلم الرسمي
أما التثقيف الجنسي الرسمي فهو برامج تربوية معدة للمدارس وهذا الأسلوب متوفر في البلاد المتقدمة أما في العالم العربي فهي لا تدرّس في العديد من البلدان. وبشكل عام، فإن التربية الجنسية في أميركا الشمالية هي مادة أساسية في المنهاج المدرسي في السنوات المتوسطة والثانوية. وفي بعض الحالات، تكون من ضمن مادة أشمل مثل الأحياء أو الصحة أو اقتصاد المنازل أو التربية البدنية. وما زال هذا الموضوع مثار للجدل في بعض الأوساط الأميركية من حيث نوعية مضمون المادة أو سن الطالب المناسب لبحث الأمر أو المواضيع التي يجب تعليمها مثل الجنس الآمن، والسلوك الإنسان الجنسي، والعادة السرية، والجنس دون زواج، والأخلاق الجنسية.
وقد أتت أهم دوافع الاهتمام بالتربية الجنسية من انتشار مرض الإيدز الذي دفع العديد من الحكومات والمدارس في نشر التوعية الجنسية كوسيلة للحد من انتشاره.

## وصلات خارجية
- مجلس الولايات المتحدة للمعلومات والتربية الجنسية (بالإنكليزية)
- مؤسسة قدماتشر - حقائق حول التربية الجنسية في الولايات المتحدة (بالإنكليزية)
- تلفزيون المعلم - موقع التربية الجنسية للمدارس (بالإنكليزية)
- منظمة دوينيترايت (افعلها صح) - موقع يسمح للمراهقين بطرح الأسئلة بشكل حر نسخة محفوظة 9 مايو 2009 على موقع واي باك مشين.